# Li Lingjuan
Li Lingjuan (n. 10 aprilie 1966, Republica Populară Chineză) este o arcașă ce a reprezentat Republica Populară Chineză, medaliată olimpică. A participat la o ediție a Jocurilor Olimpice (1984) în care a câștigat o medalie de argint.

## Participări
Lista de mai jos prezintă principalele competiții la care a participat Li Lingjuan de-a lungul carierei.
- archery at the 1984 Summer Olympics – women's individual[*]